# Sewanee
Sewanee ist eine Ansiedlung im südlichen Teil des US-Bundesstaates Tennessee und gehört zu Franklin County. Es wird als Census-designated place definiert. Das U.S. Census Bureau hat bei der Volkszählung 2020 für diesen CDP eine Einwohnerzahl von 2.535 ermittelt.
Der Ort ist v. a. wegen seiner Universität (University of the South) bekannt, an der gegenwärtig rund 1.500 Studenten eingeschrieben sind.
Sewanee liegt auf dem Cumberland-Plateau ca. 20 km nördlich der Grenze zu Alabama. Die genaue geographische Position ist 35°12'4" Nord, 85°55'17" West, etwas südöstlich des Tims Ford Lakes am Highway 41 von Monteagle nach Fayetteville. Nächster Eisenbahnhalt ist Cowan, 5 km westlich, an der Strecke Nashville-Scottsboro.
Die Bevölkerung besteht zu 93 % aus Weißen und zu 5 % aus Menschen afroamerikanischer Herkunft. Das Jahresdurchschnittseinkommen beträgt $ 16.484 pro Person bzw. $ 55.625 pro Haushalt, wobei 3,3 % unter der Armutsgrenze leben.
Angesichts der örtlichen Universität verwundert der hohe Bildungsgrad der Ortsbevölkerung nicht: Von den über 25-Jährigen haben 72 % mindestens einen Bachelor-Abschluss, 48 % sind graduiert. 59 % der Beschäftigten arbeiten im Bereich Ausbildung, Gesundheit und Soziales, 16 % im Bereich Kunst, Unterhaltung, Freizeit und Gastronomie. Die Kriminalitätsrate beträgt nur rund ein Drittel des US-Durchschnitts; bei Autodiebstählen und Körperverletzungen registrieren die Behörden meist je nur etwa rund einen Fall pro Jahr.
Das Wetter ist eher gemäßigt, wärmster Monat ist Juli mit 24 °C, kältester Monat ist Januar mit 2 °C.
Die nächste größere Klinik befindet sich in Winchester (10 km entfernt).
Die Universität liegt im Ortszentrum. Am östlichen Stadtrand befindet sich ein Flugplatz, im Norden ein kleiner Stadtpark.

## Söhne und Töchter der Stadt
- Henry Sydnor Harrison (1880–1930), Autor